# 威廉斯多夫 (图林根州)
威廉斯多夫是德国图林根州的一个市镇。总面积9.27平方公里，总人口218人，其中男性110人，女性108人（2011年12月31日），人口密度24人/平方公里。